# میعاد یزدانی
میعاد یزدانی (زاده ۴ شهریور ۱۳۷۱ - رشت) یک بازیکن فوتبال اهل ایران است که در پست هافبک و مهاجم برای تیم داماش گیلان توپ می‌زند.

## نوجوانی
او ۲ سال در تیم نوجوانان استقلال بازی کرد و سپس راهی نفت تهران شد و پیراهن امید این باشگاه را به تن کرد.

## عملکرد باشگاهی

### سپیدرود رشت
او در سال ۹۳ راهی رشت شد و پیراهن سپیدرود رشت را به تن کرد. او توانست به همراه این تیم به دسته یک صعود کند.

### استقلال تهران
درخشش وی در سپیدرود موجب شد تا در تابستان ۹۵ مورد توجه علیرضا منصوریان سرمربی استقلال تهران قرار بگیرد. او با استقلال در لیگ قهرمانان آسیا به میدان رفت.